# Palmerston Park
Le Palmerston Park est un stade multifonction construit en 1919 et situé à Dumfries.
D'une capacité de 8 690 places dont 3 377 assises, il accueille les matches à domicile du Queen of the South, club du championnat écossais, ainsi que du Heston Rovers (en), club non league.

## Histoire
Le Palmerston Park a été construit en 1919, dans le quartier de Maxwelltown (en), proche des bords de la rivière Nith, peu après que le club de Queen of the South a été fondé. Le site sur lequel le stade a été construit était auparavant une ferme appelée Palmers Toun. Queen of the South a pu acheter le terrain et faire construire les installations pour 1.500 £ après avoir vendu Jimmy McKinnell (en), Tom Wylie (en) et Willie McCall (en) à Blackburn Rovers ainsi que Ian Dickson (en) à Aston Villa.
Les éclairages nocturnes ont été utilisés pour la première fois en octobre 1958 à l'occasion d'un match contre Preston North End.
En 1995, une nouvelle tribune, appelée la Tribune Est, avec places assises a été ouverte et ceci, associé au 75e anniversaire, a été l'occasion d'un match de gala contre les Rangers en avril 1995.
En 1999, des scènes du film Un but pour la gloire avec Robert Duvall et Michael Keaton ont été tournées dans le Palmerston Park.
En mars 2013, Queen of the South a reçu l'accord pour installer une pelouse artificielle pour la saison 2013-14. L'ancienne pelouse naturelle a été vendue au prix de 10£ le yard carré et sept lots particuliers ont été vendus aux enchères : les 4 correspondant aux poteaux de corner, les 2 correspondants aux points de penalty et enfin celui correspondant au but inscrit par Ryan McCann (en) d'une distance de 84 yards et qui lui vaut de figurer au Livre Guinness des records.
En juin 2015, Palmerston Park a accueilli son premier concert, avec des performances de Status Quo, Big Country et Reef.

## Structures
Le dernier agrandissement du stade a eu lieu en septembre 2014 avec 348 places supplémentaires, portant la capacité d'accueil de 8 352 à 8 690. La Tribune Est, qui compte 2 192 sièges, pratique, depuis 2012, le naming, s'étant appelée officiellement la Tribune Galloway News puis la Tribune Rosefield Salvage. La Tribune principale lui a emboîté le pas depuis 2013, s'appelant la Tribune Gates Power.

## Affluences
Dans le passé, avec les places debout, l'affluence au Palmerston Park était largement supérieure. Par exemple, 10 948 spectateurs assistèrent au premier match de Queen of the South dans l'élite du football écossais en 1933 (victoire 3-2 contre le Celtic).
Plus de 13 000 spectateurs assistèrent à la victoire du club contre les Rangers en Coupe d'Écosse en janvier 1937. Le record d'affluence a été établi le 23 février 1952 pour un match de Coupe d'Écosse contre Hearts, avec 26 552 spectateurs.
Avec sa capacité actuelle, les affluences tournent en moyenne autour de 2 000 spectateurs, avec parfois quelques pointes comme quand 5 500 personnes assistèrent à la rencontre contre les grands rivaux de Gretna en championnat en août 2006, ou encore 6 000 spectateurs pour un match de Coupe d'Écosse contre Dundee le 8 mars 2008. Le stade a même affiché complet pour le match de Coupe d'Écosse contre Hibernian le 24 février 2007.
Les moyennes de spectateurs des dernières saisons sont :
- 2014-2015 : 2 778 (Championship League)
- 2013-2014 : 1 724 (Championship League)
- 2012-2013 : 1 659 (Division Two)

## Transports
Le stade est situé à 15 minutes à pied de la gare de Dumfries (en) et est desservi par la A76.